# Jean Guillaume Audinet Serville
Jean Guillaume Audinet-Serville (Parijs, 11 november 1775 - La Ferte-sous-Jouarre, 27 maart 1858) was een Frans entomoloog (vóór de revolutie gebruikte hij de naam: Audinet de Serville). 
Hij maakte kennis met entomologie door Madame de Grostête-Tigny die gefascineerd was, net als haar man, door chemie en insecten. Door haar ontmoette Audinet-Serville de entomoloog Pierre Andre Latreille (1762-1833). Latreille werkte met hem aan de Dictionnaire des Insectes de l'Encyclopédie méthodique. Vervolgens voltooide hij, samen met Guillaume-Antoine Olivier (1756-1814), het boek Faune française ("Frans Fauna") in 1830.

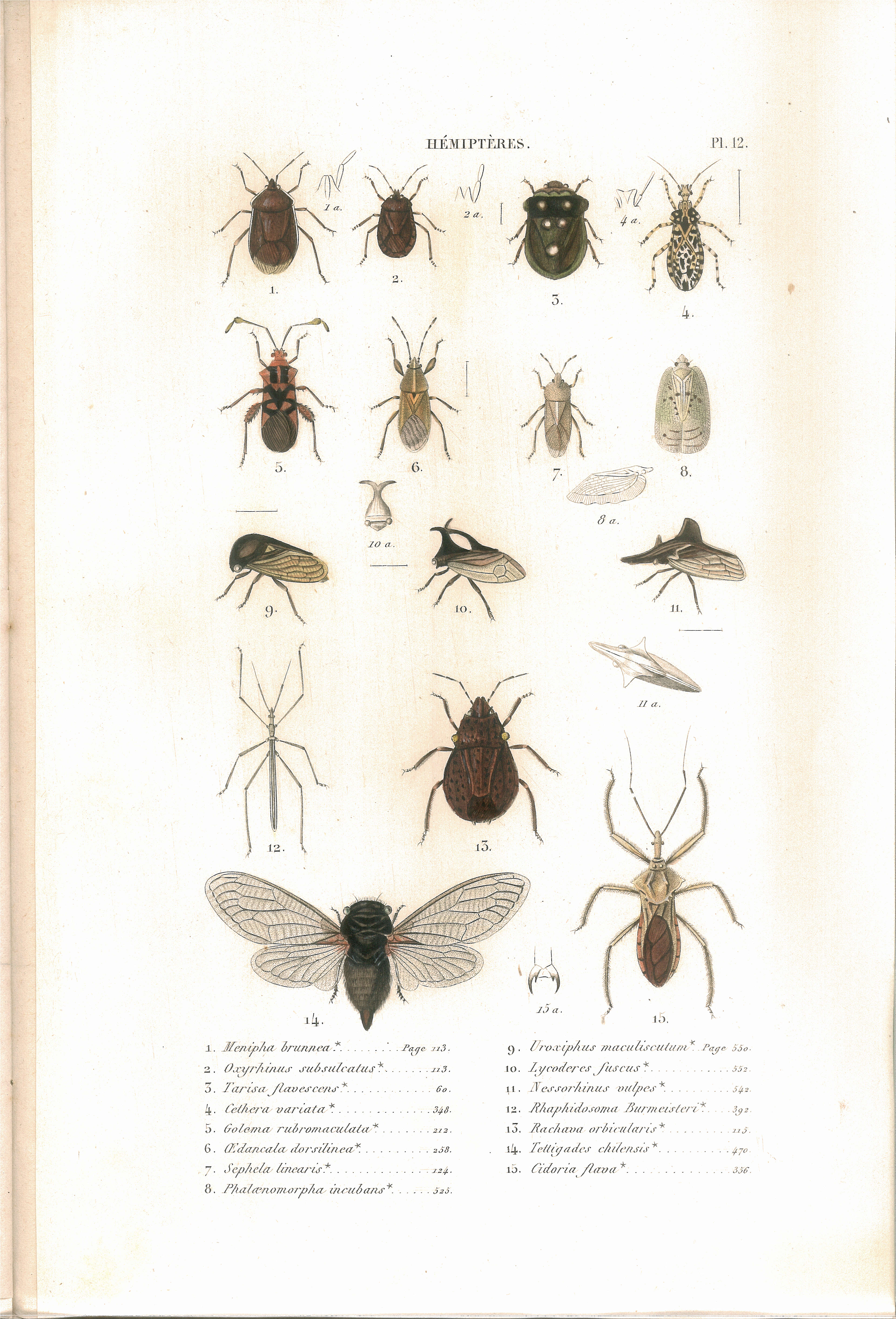
Plaat uit Histoire naturelle des insectes. Hemipteres, geschreven samen met Amyot

## Werken
Audinet-Serville is vooral bekend door zijn werken over rechtvleugeligen (Orthoptera). Hij publiceerde Revue méthodique de l'ordre des Orthoptères in 1831 en later in 1839 een serie werken getiteld les Suites à Buffon en Histoire naturelle des Insectes Orthoptères.
Hij was een vriend van Charles Jean-Baptiste Amyot en schreef met hem Histoire naturelle des insectes Hemipteres en samen met Amédée Louis Michel le Peletier, comte de Saint-Fargeau leverde hij, met een verhandeling over Hemiptera, een bijdrage aan Guillaume-Antoine Oliviers Entomologie, ou histoire naturelle des Crustacés, des Arachnides et des Insectes.
- Bibliothèque nationale de France: cb11889479w (data)
- Gemeinsame Normdatei: 172685435
- International Standard Name Identifier: 0000 0000 2697 8139
- Library of Congress Control Number: n87125711
- Nederlandse Thesaurus van Auteursnamen: 130112240
- Système universitaire de documentation: 075163942
- Virtual International Authority File: 46756685
- WorldCat: E39PBJkD9Gt9Rvrrtq9W3mwjYP